# Santa Cruz del Valle, Mexiko
Santa Cruz del Valle är en ort i Mexiko.   Den ligger i kommunen Tlajomulco de Zúñiga och delstaten Jalisco, i den centrala delen av landet, 500 km väster om huvudstaden Mexico City. Santa Cruz del Valle ligger 1 567 meter över havet och antalet invånare är 14 637.
Terrängen runt Santa Cruz del Valle är kuperad västerut, men österut är den platt. Runt Santa Cruz del Valle är det tätbefolkat, med 266 invånare per kvadratkilometer. Närmaste större samhälle är Guadalajara, 15,4 km norr om Santa Cruz del Valle. Omgivningarna runt Santa Cruz del Valle är en mosaik av jordbruksmark och naturlig växtlighet.